# Маршал Харви Стоун
Маршал Харви Стоун (енгл. Marshall Harvey Stone; Њујорк, 8. април 1903 — Мадрас, 9. јануар 1989) је био амерички математичар који је допринео пољима реалне анализе, функционалне анализе и Булове алгебре.

## Биографија
Стоун је био син Харлана Фиска Стоуна, Врховног судије Савезног суда САД од 1941. до 1946. године. Маршалова породица очекивала је од њега да постане адвокат, као и његов отац, али се он заљубио у математику док је студирао на Харварду. Докторирао је на Харварду 1926. године са тезом о диференцијалним једначинама под менторством Џорџа Биркхофа. Између 1925. и 1937. године, предавао је на Харварду, Јејлу и Универзитету Колумбија. Унапређен је у редовног професора на Харварду 1937. године.
Током Другог светског рата, Стоун је вршио поверљива истраживања у оквиру Канцеларије поморских операција и Канцеларије шефа особља ратног одељења. Године 1946, постао је шеф Катедре за математику на Универзитету у Чикагу, место које је држао до 1952. године. Остао је на факултету у Чикагу до 1968. године, након чега је предавао на Универзитету у Масачусетсу до 1980. године.

## Достигнућа
Током 1930-их, Стоун је урадио значајна дела:
- Године 1930, доказао је Стоун-фон Нојманову теорему уникатности.
- Године 1932, објавио је класичну монографију од 662 стране названу Linear transformations in Hilbert space and their applications to analysis (Линеарне трансформације у Хилбертовом простору и њихове примене у анализи). Њен већи део се сада сматра делом функционалне анализе.
- Године 1932, доказује Херман Вајлову претпоставку из теорије спектара, проистеклу из примене теорије група на квантну механику.
- Године 1934, објавио је два рада о теорији Стоун-Чехове компактификације. Ова теорија је проистекла из његових покушаја да боље разуме своје резултате из теореме спектра.
- Године 1936, објавио је обиман рад који је укључивао Стоунову теорему о представљању Булових алгебри, важан став у математичкој логици и универзалној алгебри.
- Стоун-Вајерштрасова теорема је значајно генералисала Вајерштрасову теорему о униформној апроксимацији непрекидних функција полиномима.

Стоун је постао члан Националне академије наука (САД) 1938. године. Председавао је у Америчком математичком друштву од 1943. до 1944. године и у Међународној математичкој унији од 1952. до 1954. године.

## Ученици
- Холбрук Ман Макнил, Харвардски универзитет, 1935.
- Џон Вилијамс Калкин, Харвардски универзитет, 1937
- Вилијам Фредерик Еберлајн, Харвардски универзитет, 1942.
- Едвин Хјуит, Харвардски универзитет, 1942.
- Џорџ Вајтло Маки, Харвардски универзитет, 1942.
- Мајкл Џозеф Норис, Харвардски универзитет, 1944.
- Ричард В. Кадисон, Универзитет у Чикагу, 1950.
- Џон Вернор Финч, Универзитет у Чикагу, 1951.
- Матју П. Гафни, јуниор, Универзитет у Чикагу, 1951.
- Бернард Галер, Универзитет у Чикагу, 1955.
- Џон Џ. Маккибен, Универзитет у Чикагу, 1957
- Ројал Брус Келог, Универзитет у Чикагу, 1958.
- Адам Корањи, Универзитет у Чикагу, 1959.
- Кристофер Ијан Бајернс, Универзитет у Масачусетсу, Амхерст, 1975.